# 11876 Doncarpenter
A 11876 Doncarpenter (ideiglenes jelöléssel 1990 EM1) a Naprendszer kisbolygóövében található aszteroida. Eric Walter Elst fedezte fel 1990. március 2-án.